# Bomby na 92. kilometru
Bomby na 92. kilometru (v německém originále Bomben bei Kilometer 92) je pilotní díl německého akčního seriálu Kobra 11. Premiérově odvysílán byl 12. března 1996 na stanici RTL, v Česku 29. listopadu 1998 na TV Nova.

## Obsazení
| Johannes Brandrup | Frank Stolte        |
| Rainer Strecker   | Ingo Fischer        |
| Almut Eggert      | Katharina Lamprecht |
| Günter Schubert   | Thomas Rieder       |
| Uwe Büschken      | Marcus Bodmar       |
| Claudia Balko     | Anja Heckendorn     |
| Lou Lou Rhemrev   | Mareike Vanstraaten |
| Jürgen Mai        | Helmut              |